# Renault Reinastella Concept
La Renault Reinastella est un modèle de voiture futuriste imaginaire, conçu par Renault pour illustrer l'attraction de Disneyland Paris, Le Visionarium.

## Histoire
La maquette fut installée à l'entrée de l'attraction dès l'ouverture du parc en avril 1992 et retirée en juin 2002, date de la fin du partenariat entre Renault et la société Euro Disney SCA. Elle constituait une invitation à entrer dans le Visionarium.
Comme souvent chez Disney, chaque élément d'une attraction fait l'objet de recherches scénaristiques poussées. La Reinastella est donc dotée d'une histoire cohérente et précise bien que fictive.
La Reinastella est un modèle présenté par Renault en 2328, elle reprend le nom d'un modèle de 1929. Elle est conçue à partir des dernières techniques biomécaniques, revêtue d'un matériau de synthèse innovant, le dermotylène ou encore propulsée par un moteur bio-organique alimenté en fluide « plasmelf » (référence au pétrolier français Elf). On peut pratiquement la considérer comme un organisme vivant. Son générateur lui permet d'assurer des déplacements à 15 cm du sol à près de 50 km/h en ville. Elle peut aussi croiser à près de 150 m d'altitude pour une vitesse de 300 km/h, dans ce cas son architecture se modifie pour améliorer son aérodynamique.
Elle peut transporter jusqu'à cinq personnes dans un silence parfait, son pilotage s'effectue par commandes vocales en mode automatique, grâce à son intelligence artificielle. Les sièges sont appuyés contre les parois de l'habitacle. Il y a un hublot circulaire dans le plancher à l'avant pour profiter de la vue à haute altitude. Elle représente l'ultime évolution des véhicules particuliers de prestige.
Il circule cependant des rumeurs d'accidents arrivés lors de sa mise au point. L'un des prototypes en phase d'essai avec deux personnes à bord fut porté disparu. Il fut retrouvé quelques jours plus tard, dans une zone désertique sans aucune trace des essayeurs. On soupçonne très fortement la voiture de les avoir assimilé dans son organisme à la suite d'un dysfonctionnement. Il n'y a aucune chance qu'ils soient encore en vie. Le prototype a été détruit après analyses. Aucun autre incident n'a été relevé. Par sécurité, la structure de la voiture a été modifiée pour la rendre incompatible avec un mammifère et ainsi éviter tout phénomène d'assimilation.
Totalement fictive, cette histoire reste inconnue de la majorité des visiteurs de l'attraction. De nombreuses autres attractions ont été conçues autour d'histoires très élaborées dont les subtilités ne transparaissent pas dans le parc.
Après avoir été retirée du parc Disneyland en 2002 elle a été exposée à de nombreuses reprises :
- Salon de l'automobile de Lyon en octobre 2003.
- En février 2004 à Paris lors du 29e salon Rétromobile.
- En 2004 à Lille pour « Lille 2004 capitale culturelle ».
- Fin 2006 elle était exposée à L'Atelier Renault, la boutique Renault sur les Champs Élysées à Paris.